# Emmanuel Adebayor
Emmanuel Adebayor vagy Emmanuel Shéyi Adebayor (Lomé, 1984. február 26. –) nigériai származású togói válogatott labdarúgó. Korábban a Tottenham Hotspur játékosa volt, a 2010–11-es szezonban kölcsönben a spanyol Real Madridban játszott.

## Pályafutása
Togo legjobb, nigériai származású labdarúgója. 
Első profi klubja a Metz volt, melynek vezetői svédországi tornán figyeltek fel Adebayorra, aki a serdülő válogatottal utazott a tornára. 
2003-ban a Metztől az AS Monaco szerződtette, de a játék helyett inkább a bíróságra járt: közlekedési balesetet okozott, s ezért felfüggesztett börtönbübüntetést kapott. A balhés játékos később a nagy konkurencia ellenére is kezdő lett. 
2006-ban az Arsenal hétmillió fontért szerződtette. 2017. január 31-én a török İstanbul Başakşehir szerződtette. 2019. augusztus 26-án a szintén török Kayserispor szerződtette egy évre. 2020. február 11-én ingyen igazolt a Club Olimpia csapatába.

## Sikerei, díjai
AS Monaco
- Bajnokok Ligája ezüstérmes: 2004

Arsenal
- Ezüstérmes
  - Angol ligakupa: 2006–07
  - Bajnokok Ligája: 2005–06

Real Madrid
- Király-kupa győztes: 2010–2011

Egyénileg
- A hónap gólja: 1 – 2007–08, szeptember
- A szezon gólja: 1 – 2007–08
- PFA Év csapata tagja: 2007–08
- Az év afrikai labdarúgója: 2008

## Statisztika
2009. július 20. szerint
| Csapat          | Szezon   | Bajnokság | Bajnokság | Bajnokság | Kupa  | Kupa | Kupa  | UEFA  | UEFA | UEFA  | Összesen | Összesen | Összesen |
| Csapat          | Szezon   | Meccs     | Gól       | Passz     | Meccs | Gól  | Passz | Meccs | Gól  | Passz | Meccs    | Gól      | Passz    |
| --------------- | -------- | --------- | --------- | --------- | ----- | ---- | ----- | ----- | ---- | ----- | -------- | -------- | -------- |
| AS Monaco       | 2003–04  | 31        | 8         | -         | -     | -    | -     | 9     | 0    | -     | 40       | 8        | -        |
| AS Monaco       | 2004–05  | 35        | 9         | -         | -     | -    | -     | 10    | 2    | -     | 45       | 11       | -        |
| AS Monaco       | 2005–06  | 13        | 1         | -         | -     | -    | -     | 2     | 0    | -     | 15       | 1        | -        |
| Összesen        | Összesen | 79        | 18        | -         | -     | -    | -     | 21    | 2    | -     | 100      | 20       | -        |
| Arsenal         | 2005–06  | 13        | 4         | 4         | 0     | 0    | 0     | 0     | 0    | 0     | 13       | 4        | 4        |
| Arsenal         | 2006–07  | 29        | 8         | 4         | 7     | 4    | 0     | 8     | 0    | 0     | 44       | 12       | 4        |
| Arsenal         | 2007–08  | 35        | 24        | 4         | 3     | 3    | 0     | 9     | 3    | 1     | 48       | 30       | 5        |
| Arsenal         | 2008–09  | 27        | 10        | 7         | 2     | 0    | 0     | 9     | 6    | 1     | 38       | 16       | 8        |
| Összesen        | Összesen | 105       | 46        | 19        | 12    | 7    | 0     | 26    | 9    | 2     | 143      | 62       | 21       |
| Manchester City | 2009–10  | 0         | 0         | 0         | 0     | 0    | 0     | 0     | 0    | 0     | 0        | 0        | 0        |